# Старий Кемблув
Старий Кемблув (пол. Stary Kębłów) — село в Польщі, у гміні Желехув Ґарволінського повіту Мазовецького воєводства.
Населення — 214 осіб (2011).
У 1975-1998 роках село належало до Седлецького воєводства.

## Демографія
Демографічна структура станом на 31 березня 2011 року:
|          | Загалом | Допрацездатний вік | Працездатний вік | Постпрацездатний вік |
| -------- | ------- | ------------------ | ---------------- | -------------------- |
| Чоловіки | 118     | 25                 | 79               | 14                   |
| Жінки    | 96      | 19                 | 53               | 24                   |
| Разом    | 214     | 44                 | 132              | 38                   |